# Maurice Renard
Maurice Renard (28. února 1875 Châlons-en-Champagne – 18. listopadu 1939 Rochefort) byl francouzský právník, spisovatel vědeckofantastických a detektivních příběhů, básník a dramatik.

## Životopis
Narodil se v rodině soudce Achille Renarda (1834–1918) a Marie roz. Gamahutové (1841–1913). Když mu byly dva roky odstěhovala se rodina do Remeše, kde byl jeho otec jmenován předsedou okresního soudu.
V roce 1886 zahájil Maurice Renard svá studia na École Monge v Paříži, pak v nich pokračoval o šest let později v Remeši na Collège des Bons-Enfants. S bakalářským titulem studoval práva v Paříži a potom, co získal licenci, se připojil k právnímu zástupci, aby vykonal právní stáž. V letech 1896 až 1899 absolvoval tři roky vojenské služby v Remeši v jízdní pěchotě. Na konci své vojenské služby byl osvobozen od rodinných očekávání kariéry soudce. Rodina se jeho literárnímu povolání nebránila, vedle povolání právníka u odvolacího soudu a díky jistému příjmu, začal psát básně a divadelní hry.
R. 1903 se oženil se Stéphanií Labatií (1882–1953), se kterou měl pět dětí: Renauda (1904–1988), Rémiho (1905–1977), Cyrila (1915), Daniela (1918–1919) a Jeana-Maurice (1929).
V březnu 1909, byl přijat do Society of Men of Letters , vlivného literárního sdružení, díky sponzorství Henryho Durand-Davraye, Edmonda Haraucourta, Henriho de Régniera a Augusta Dorchaina. V roce 1911 vydal román Le Péril bleu, který je považován za jeho mistrovské dílo a klasiku vědeckofantastického žánru. V témže roce se podílel na založení básnického časopisu La Vie française, na němž spolupracoval s Léo Larguierem, Charlesem Derennesem, Pierrem Benoitem, René Fauchoisem a André Dumasem. Zatímco do roku 1913 skládal s přáteli stínové hry, psal také básně pro různé časopisy, včetně La Phalange. Brzy však divadlo a poezii opustil, aby se věnoval především románům a povídkám. Jeho literární kariéra však byla v roce 1914 dočasně přerušena. Francie vyhlásila 1. srpna všeobecnou mobilizaci a následujícího dne odešel do války jako důstojník kavalerie.
Po návratu do civilního života 6. ledna 1919 začal Maurice Renard postupně měnit směr své literární kariéry. Po válce se jeho finanční situace značně zhoršila, a to natolik, že se psaní stalo skutečnou nutností. Vedle finančních starostí ho neúspěch při zakládání školy kolem vědecko-fantastické literatury změnil v populárního autora, upřednostňujícího spíše hojnou produkci než skutečně uměleckou literární praxi.
V tomto období pokračoval ve spolupráci s řadou novin, publikoval seriály (L'Intransigeant, L'Éclaireur de l'Est, Le Petit Parisien) a povídky (především v rubrice "Les Mille et un matins" deníku Le Matin, ale také v Le Journal, Eve). Jeho romány – a některé povídky a povídky ve sbírkách – pak vycházely v knihkupectvích, především v nakladatelství Crès, jako například ve sbírkách Deux contes à la plume d'oie, L'Invitation à la peur a Le Carnaval du mystère.
V roce 1924, kdy jeho román Les Mains d'Orlac poprvé adaptoval pro film režisér Robert Wiene, publikoval na stránkách časopisu L'Intransigeant román Le Singe. Tento vědeckofantastický román, napsaný ve spolupráci s Albertem-Jeanem, je vystavěn ve stylu detektivky. R. 1925 adaptoval jednu ze svých fantastických povídek Le Rendez-vous, publikovanou v roce 1909, pro divadelní scénu v dramatu o dvou dějstvích L'Amant de la morte, které bylo poprvé uvedeno v Théâtre du Grand Guignol 11. února 1925. R. 1928 získal Thérouanne Prize od Francouzské akademie za historické dílo Notre-Dame Royale.
Na počátku 30. let si Maurice Renard znovu uspořádal svůj život. V roce 1930 se rozvedl a r. 1932 si vzal Marií Alicí Leclerc, s níž se přestěhoval na ostrov Oléron. Navzdory všem literárním a finančním neúspěchům jeho místo v literárním světě v těchto letech nekleslo. V roce 1935 byl zvolen místopředsedou Société des gens de lettres, poté čestným předsedou Syndicat des Romanciers français. V roce 1936 byl také jmenován důstojníkem Řádu čestné legie, přičemž rytířem byl jmenován již o deset let dříve. Jeho role povídkáře v redakci Le Matin nabývala na významu natolik, že od roku 1928 publikoval své povídky výhradně v tomto časopise.
Ve třicátých letech se vedle psaní povídek pro Le Matin, které mu poskytovaly hlavní zdroj příjmů, snažil získat i druhou redakční pozici, a to pozici fejetonisty. V roce 1933 začal seriálově vydávat dva detektivní romány s hrdinou Francisem Perlotem (Le Bracelet d'émeraude a Le Mystère du Masque) a od roku 1935 publikoval své seriály především v Le Petit Parisien. Tyto poslední romány, které čerpaly ze všech hlavních témat populární literatury – romantických intrik, tajných společností, únosů a dobrodružství – svědčily o jeho definitivní proměně v populárního spisovatele. Právě jako člen poroty se zúčastnil prvních ročníků Prix du Roman Populaire, založených v roce 1935, spolu s mnoha dalšími spisovateli, mezi nimiž byli Georges Simenon, Albert Lejeune, Jean de La Hire, H. J. Magog a Jean-Joseph Renaud.
Maurice Renard zemřel 18. listopadu 1939 na plicní zástavu v Clinique Rolland v Rochefortu. Byl pohřben na ostrově Oléron, na hřbitově Dolus-d'Oléron, s pamětní deskou na průčelí svého domu.

### Vlivy a modely
Největší vliv na tvorbu Maurice Renarda měli Edgar Allan Poe a Herbert George Wells. Část jeho díla nese vliv Jeana Lorraina a především Henriho de Régniera. V roce 1909 uvedl jako své vzory kromě Poea a Wellse – romanopisce Augusta de Villiers de L'Isle-Adama, Roberta Louise Stevensona a Charlese Derennese. R. 1914 přidal do svého seznamu svého kolegu J.-H. Rosnyho aîné. V oblasti seriálů navázal na modely používané Gastonem Lerouxem a dvojicí Pierre Souvestre a Marcel Allain.
Když začal psát vědeckofantastickou literaturu byl mu vzorem Jules Verne. Jeho tvorba však byla řazena mezi dětskou literaturu, proto se od ní snažil co nejvíce distancovat.

### Tehdejší kritika
Literární debut Maurice Renarda vzbudil pozornost nejen v pařížských kruzích, dočkal se i velkého uznání od kolegů a literárních kritiků. Jeho první sbírku povídek Fantômes et Fantoches (1905) obdivoval spisovatel François Coppée, Le Docteur Lerne (1908) označil Guillaume Apollinaire za "polobožský román" a Le Péril bleu (1911) pochválil čerstvý držitel Goncourtovy ceny Louis Pergaud.
Zároveň se velmi brzy setkal s některými odpůrci, zejména mezi osobnostmi spojenými s revuí La Nouvelle Revue Française. Jacques Copeau v roce 1912 a poté Jacques Rivière v roce 1913 vyjádřili politování nad naprostou absencí psychologie v dílech Maurice Renarda, která byla také označena za "poněkud dětinskou zábavu".
Jeho literární dílo se setkalo s jistým nezájmem kritiky počátku dvacátého století, která detektivní a anticipační literaturou obecně opovrhovala jako příliš populární. Bylo to tedy především dílo poměrně úzkého okruhu autorských kolegů (J.-H. Rosny aîné, Octave Uzanne, Charles Derennes, Robert de Souza, Jean Ray a Albert Dubeux), kteří jednomyslně vyzdvihovali literární kvality jeho díla, což umožnilo Maurici Renardovi, aby se stal jedním z mála francouzských autorů vědeckofantastické literatury, který byl na počátku 20. století uznáván pařížskou literární elitou.
Veřejné uznání přišlo později, mj. díky filmové adaptaci Les Mains d'Orlac Roberta Wieneho z roku 1924. V této době se také začala vyvážet jeho literární tvorba, i když překládaná díla byly především jeho romány.

## Dílo
Maurice Renard byl autorem osmnácti románů a několika stovek povídek a příběhů publikovaných v tisku. Po první světové válce, když se stal profesionálním autorem, začal své příběhy publikovat jako seriály v časopisech a později je publikoval v knihkupectvích.
V roce 2020 byla pod vedením Jacquese Olliveaua, Clauda Deméocqa a Jeana-Luca Buarda celá jeho tvorba povídek a příběhů shromážděna v pěti kompletních vydáních nakladatelství ADPF a Mi Li Ré Mi. Tyto svazky čítají celkem šest set šedesát šest příběhů a povídek, novelu L'Homme truqué a přibližně sto článků od Maurice Renarda a o něm.

### Romány
- Le Docteur Lerne, sous-dieu, Éditions G. Crès, 1908, roman
- Le Péril bleu, Louis Michaud, 1911, roman
- Les Mains d'Orlac, L'Intransigeant, 1920, roman-feuilleton
- L'Homme truqué, Je sais tout, 1921, roman-feuilleton
- Le Singe, L'Intransigeant, 1924, roman
- ?Lui? Histoire d'un mystère, L'Intransigeant, 1926, roman-feuilleton
- Un homme chez les microbes. Scherzo, La Revue universelle, 1928, roman-feuilleton
- La Jeune Fille du yacht, La Petite Illustration, 1930, roman-feuilleton
- Le Maître de la lumière, L'Intransigeant, 1933, roman-feuilleton
- Le Bracelet d'émeraudes, Le Journal de la femme, 1933, roman-feuilleton
- Le Mystère du masque, Le Petit Parisien, 1933, roman-feuilleton
- La Vie romancée de Colbert, l'homme de fer, L'Éclaireur de l'Est, 1934, roman-feuilleton
- Les Mousquetaires des Halles, Le Petit Parisien, 1935, roman-feuilleton
- Le Violon de la reine, L'Éclaireur de l'Est, 1935, roman-feuilleton
- Une fleur dans la tourmente, Le Petit Parisien, 1936, roman-feuilleton
- Le Signe du cœur, Le Petit Parisien, 1937, roman-feuilleton
- Les Trois Coups du destin, Le Petit Parisien, 1938, roman-feuilleton
- La Redingote grise, Le Petit Parisien, 1939, roman-feuilleton

### Sbírky povídek
- Fantômes et Fantoches, Éditions Plon, 1905, recueil de sept nouvelles
- Le Voyage immobile suivi d'autres histoires singulières, Mercure de France, 1909, recueil de six nouvelles
- Monsieur d'Outremort et autres histoires singulières, Louis Michaud, 1913, recueil de cinq nouvelles
- Deux contes à la plume d'oie, Éditions G. Crès, 1923, recueil de deux nouvelles
- L'Invitation à la peur, Éditions G. Crès, 1926, recueil de neuf nouvelles
- Le Carnaval du mystère, Éditions G. Crès, 1929, recueil de trente-deux contes et nouvelles

### Posmrtná vydání
- L'Invitation à la peur, Tallandier, 1958, recueil de huit nouvelles
- L'Invitation à la peur, Belfond, 1970, recueil de sept nouvelles
- Le Papillon de la mort, NéO, 1985, recueil de treize contes et nouvelles
- Maurice Renard: Romans et contes fantastiques, Robert Laffont, 1990, recueil de six romans et vingt-trois contes et nouvelles
- Les Vacances de monsieur Dupont, Grama, 1994, recueil de quatre contes et nouvelles
- Contes atlantiques et autres histoires mystérieuses, Éditions Le Local, 1998, recueil de vingt-quatre contes
- Fantômes et Fantoches et Contes à la plume d'oie, Fleuve Noir, 1999, recueil de trente-neuf contes et nouvelles et de deux pièces en vers
- L'Invitation à la peur. Histoires singulières, Ombres, 2010, recueil de neuf nouvelles
- Le vampire de Tasselberg et autres pastiches étranges, Koikalit, 2018, recueil de huit contes et une pièce en vers
- Les Enquêtes du commissaire Jérôme et autres nouvelles policières, Opoto, 2019, recueil de cinquante-trois contes
- Celui qui n'a pas tué, Visage vert, 2019, recueil de vingt-sept contes et nouvelles
- Intégrale des contes et nouvelles de Maurice Renard, ADPF/Mi Li Ré Mi, 2020 – Contes du Matin 1912–1932, recueil de deux cent-un contes. Contes du Matin 1933–1936, recueil de deux cent-huit contes. Contes du Matin 1937–1940, recueil de cent cinquante contes. Contes et articles retrouvés 1906–1943, recueil de soixante-quinze contes et d'une centaine d'articles et de poèmes. Histoires singulières et autres nouvelles 1905–1934, recueil de trente-trois nouvelles

### Eseje, divadelní hry
- À Victor Hugo. Vox Sæculi, Alphonse Lemerre, 1902, essai poétique
- L'Amant de la morte, Librairie Théâtrale, 1926, pièce de théâtre
- Notre-Dame Royale. Tableaux du sacre de Louis XVI, Éditions G. Crès, 1927, essai historique

### Teoretické články
- "Du roman merveilleux-scientifique et de son action sur l'intelligence du progrès", Le Spectateur, no 6,‎ octobre 1909, p. 245–261
- "Le Merveilleux scientifique et La Force mystérieuse de J.-H. Rosny aîné", La Vie, no 16,‎ 15 juin 1914, p. 544–548
- "Depuis Sinbad", L’Ami du livre, no 4,‎ 15 juin 1923.
- "Le roman d’hypothèse", A.B.C, no 48,‎ décembre 1928, p. 345–346

### V češtině
- Nehybná cesta – úvod František Sekanina; přeložil Arnošt Procházka; in: 1000 nejkrásnějších novel... č. 76. Praha: J. R. Vilímek, 1914
- Doktor Lerne, místo-Bůh – př. Pavla Stehnová. Praha: Motor, 1926
- Orlakovy ruce – př. Jan Střelba. Praha: Bedřich Procházka, 1926
- Modré nebezpečí – př. František Šelepa. Praha: František Borový, 1927
- Tajemství Richarda Cirugua: román – Maurice Renard a Albert Jean; př. Zdenka Mathesiusová. Praha: F. Borový, 1928
- Muž temna – př. František P. Mirko. Praha: Bohumil Janda, 1931

#### Obecné práce
- Fleur Hopkins-Loféron, Voir l’invisible. Histoire visuelle du mouvement merveilleux-scientifique (1909–1930), Champ Vallon, 2023, 383 p.
- Jacques Baudou et Jean-Jacques Schleret, Merveilleux, fantastique et science-fiction à la télévision française, Bry-sur-Marne / Paris, INA / Huitième art, coll. "Les dossiers du 8e art", 1995, 183 p.
- Guy Costes et Joseph Altairac (préf. Gérard Klein), Rétrofictions, encyclopédie de la conjecture romanesque rationnelle francophone, de Rabelais à Barjavel, 1532–1951, t. 1: lettres A à L, t. 2: lettres M à Z, Amiens / Paris, Encrage / Les Belles Lettres, coll. "Interface" (no 5), 2018, 2458 p.
- Jean-Marc Gouanvic, La science-fiction française au xxe siècle (1900–1968): essai de socio-poétique d'un genre en émergence, Amsterdam, Rodopi, coll. "Faux titre: études de langue et littérature françaises" (no 91), 1994, 292 p.
- Pierre Versins, Encyclopédie de l'utopie, des voyages extraordinaires et de la science-fiction, Lausanne, Éditions L'Âge d'Homme, 1984 (1re éd. 1972), 1037 p.

#### Monografické časopisy
- Maurice Renard romancier et théoricien du merveilleux scientifique, Société des Cahiers de l'Imaginaire, coll. "Les Cahiers de l'Imaginaire" (no 5), 1981, 76 p.

- Maurice Renard, conteur, Publication de l'Association des amis du roman populaire, coll. "Le Rocambole" (no 93/94), hiver 2020/printemps 2021, 352 p.

- Émilie Pézard et Hugues Chabot (dir. ), Maurice Renard, Université Gustave Eiffel, coll. "Res Futurae – Revue d'études sur la science-fiction" (no 11), 2018

#### Články věnované Maurici Renardovi
- Patrizia d'Andrea, "Refaire le corps. Anticipation du transhumanisme dans les romans français: André Couvreur et Maurice Renard", dans Patrick Bergeron, Patrick Guay et Natacha Vas-Deyres (dir.), C'était demain: anticiper la science-fiction en France et au Québec (1880–1950), Pessac, Presses universitaires de Bordeaux, coll. "Eidôlon" (no 123), 2018, 428 p., p. 83–98
- Jean Cabanel, "Maurice Renard", Triptyque: lettres, arts, sciences, no 24,‎ janvier 1929, p. 3–8
- Claude Deméocq, "Jean Ray – Maurice Renard: Chronologie d'une amitié littéraire (1922-1939)", Le Visage vert, Paris, Joëlle Losfeld, no 7,‎ octobre 1999, p. 102–121
- Claude Deméocq, Les Relations entre Maurice Renard et Hachette-Lafitte [1914–1924]", Le Rocambole, Association des amis du roman populaire, no 12 "Les éditions Pierre Lafitte [II]",‎ novembre 2000, p. 33–37
- Claude Deméocq, "Maurice Renard sur le chemin du merveilleux scientifique", dans Maurice Renard, Les Mains d'Orlac, Lyon, Les Moutons électriques, coll. "La bibliothèque voltaïque", 2008, 314 p., p. 5–20
- Claude Deméocq, "Maurice Renard et les Mille et un matins", dans Maurice Renard, Contes du Matin 1912–1932, ADPF/Mi Li Ré Mi, coll. "Intégrale des contes et nouvelles" (no 1), 2020, p. 7–18
- Elaine Després, "L'inquiétante science de la greffe chez Maurice Renard", Otrante, art et littérature fantastique, Paris, Éditions Kimé, no 26 "Science et fantastique",‎ automne 2009, p. 55–68
- Colas Duflo, "M(él)anger l'autre: la philosophiction de Maurice Renard", Otrante, art et littérature fantastique, no 1,‎ avril 1991, p. 5–23
- Fleur Hopkins, "Maurice Renard: démolir Jules Verne, moderniser Charles Perrault", dans Maurice Renard, Contes du Matin 1937–1940, ADPF/Mi Li Ré Mi, coll. "Intégrale des contes et nouvelles" (no 3), 2020, p. 7–15
- Frédéric Jaccaud, "Les Anticipateurs. Chapitre sixième: Où la SF naît enfin avant de disparaître: Maurice Renard", Bifrost, no 50,‎ mai 2008, p. 156–170
- Jean-Guillaume Lanuque, Maurice Renard, ce merveilleux logicien…", dans Maurice Renard, Histoires singulières et autres nouvelles 1905–1934, ADPF/Mi Li Ré Mi, coll. "Intégrale des contes et nouvelles" (no 5), 2020, p. 7–11
- Pol Neveux, "Maurice Renard Rémois", dans Maurice Renard, Contes et articles retrouvés 1906–1943, ADPF/Mi Li Ré Mi, coll. "Intégrale des contes et nouvelles" (no 4), 2020, p. 571–578
- Article paru initialement dans la revue Vient de paraître (Spécial Maurice Renard) no 41 d'avril 1925
- Brian Stableford, "Maurice Renard et le conte de presse", dans Maurice Renard, Contes et articles retrouvés 1906–1943, ADPF/Mi Li Ré Mi, coll. "Intégrale des contes et nouvelles" (no 4), 2020, p. 7–17
- Jacques Van Herp, "Maurice Renard scribe des miracles", Fiction, no 28,‎ mars 1956, p. 107–110

#### Články věnované jeho dílům
- Hugues Chabot et Jérôme Goffette, "Les Mains d'Orlac entre imaginaire, médecine et corps modifié", dans Maurice Renard, Les Mains d'Orlac, Lyon, Les Moutons électriques, coll. "La bibliothèque voltaïque", 2008, 314 p., p. 289–309
- Hugues Chabot et Jérôme Goffette, "L'hybride: merveilleux et scientifique dans Le Docteur Lerne de Maurice Renard", dans Anne Besson et Evelyne Jacquelin (dir.), Poétiques du merveilleux. Fantastique, science-fiction, fantasy en littérature et dans les arts visuels, Arras, Artois Presses Université, coll. "Études littéraires", 2015, 266 p., p. 59–74.
- Fleur Hopkins-Loféron, "Légitimation, transformations ou reddition du merveilleux-scientifique français: L'histoire du prix Maurice Renard (1922–1932)", HAL (archive ouverte),‎ 2021, p. 1–29
- Article paru initialement dans Le Rocambole: bulletin des amis du roman populaire no 85 d'hiver 2018
- Clément Hummel, "Les Gueules cassées du merveilleux scientifique: L'Énigme de Givreuse de J.-H. Rosny aîné et L'Homme truqué de Maurice Renard", Galaxies, nos 56/98,‎ décembre 2018, p. 62–68
- Philippe Met, "Le Docteur Lerne, sous-dieu de Maurice Renard: un fantastique du texte et du sexe, ou le triomphe de la greffe", Lendemains, nos 110–111,‎ 2003, p. 70–83
- (en) Lia Mitchell, "The Challenge of the Invisible in Maurice Renard's The Blue Peril", dans Philippe Mather et Sylvain Rheault (dir.), Rediscovering French Science-Fiction in Literature, Film and Comics: From Cyrano to Barbarella, Newcastle upon Tyne, Cambridge Scholars Publishing, 2016, 230 p., p. 99–110

#### Články věnované vědeckofantastickému románu
- Hugues Chabot et Jérôme Goffette, "Maurice Renard sous le regard de la philosophie des sciences et de la philosophie de l'imaginaire", Alliage, Culture – Science – Technique, no 60 "Que prouve la science-fiction?",‎ juin 2007, p. 154–167
- Fleur Hopkins, "Généalogie et postérité du genre merveilleux-scientifique (1875–2017): apparitions, déformations et complexités d'une expression", dans Jean-Guillaume Lanuque (dir.), Dimension Merveilleux scientifique 4, Encino (Calif.), Black Coat Press, coll. "Rivière Blanche", 2018, p. 241–259
- Fleur Hopkins, "Approche épistémocritique du merveilleux-scientifique", Romantisme, Armand Colin, vol. 183,‎ janvier 2019, p. 66–78
- Fleur Hopkins, "Un homme hypermédiatique: des cas d'hypervision dans l'imaginaire merveilleux-scientifique", dans Jérôme Goffette, Science-fiction, prothèses et cyborgs, Books on Demand, 2019, lire en ligne [archive]), p. 251–270